# 諾斯韋章克申 (阿拉斯加州)
諾斯韋章克章（英語：Northway Junction）是位於美國阿拉斯加州東南費爾班克斯人口普查區的一個非建制地區和人口普查指定地區。根據2010年美國人口普查，該地共人口54人，而該地的面積約為22.20平方千米。

## 地理
諾斯韋章克章的座標為63°00′23″N 141°46′41″W / 63.00639°N 141.77806°W，而該地的平均海拔高度為516米（即1693英尺）。